# Nike Premier Cup Sub-17
A Nike Premier Cup, é uma competição de futebol feminino sub-17, organizada pela Nike. O São Paulo é o clube com maior número de conquistas, com quatro títulos.
Desde a primeira edição, em 2019, a competição é realizada em formato formato misto, composta por fases de grupos e partidas eliminatórias. O regulamento, no entanto, sofreu algumas alterações ao longo dos anos.

## História
A Nike Premier Cup começou a ser disputada em 2019 e teve o São Paulo como campeão, derrotando o rival Santos na disputa por pênaltis. Por sua vez, a Chapecoense superou a equipe do Internacional e ficou com o terceiro lugar.
No ano posterior a competição foi cancelada devido à pandemia de covid-19, mas retornou no ano seguinte com o São Paulo conquistando o bicampeonato contra o Internacional nos pênaltis. Em 2022, o clube tricolor sagrou-se tricampeão. Em 2023, a competição mudou sua sede para Teresópolis, na Granja Comary, e na qual teve o São Paulo novamente como vencedor, superando o Atlético Mineiro na decisão.

## Campeões

### Títulos por clube
| Pos | Clube            | Títulos | Vices | 3.º lugar | 4.º lugar |
| --- | ---------------- | ------- | ----- | --------- | --------- |
| 1.º | São Paulo        | 4       | —     | —         | —         |
| 2.º | Internacional    | —       | 2     | —         | 1         |
| 3.º | Santos           | —       | 1     | 1         | 1         |
| 4.º | Atlético Mineiro | —       | 1     | —         | —         |
| 5.º | Corinthians      | —       | —     | 1         | 1         |
| 5.º | Grêmio           | —       | —     | 1         | 1         |
| 7.º | Chapecoense      | —       | —     | 1         | —         |

### Títulos por federação
| Pos | Clube             | Títulos | Vices | 3.º lugar | 4.º lugar |
| --- | ----------------- | ------- | ----- | --------- | --------- |
| 1.º | São Paulo         | 4       | 1     | 2         | 2         |
| 2.º | Rio Grande do Sul | —       | 2     | 1         | 2         |
| 3.º | Minas Gerais      | —       | 1     | —         | —         |
| 4.º | Santa Catarina    | —       | —     | 1         | —         |